# Regola (rione)

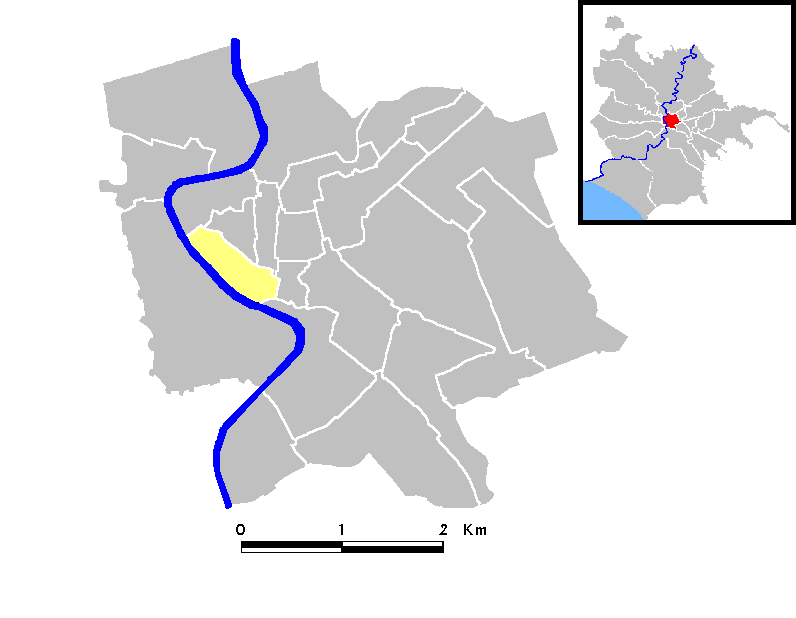
Regola (rione)

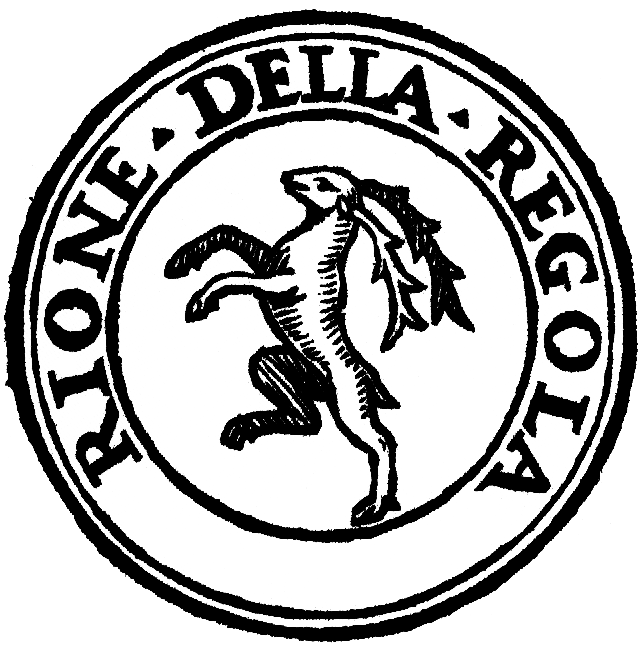
Znak rione

Regola je VII. městská část Říma. Leží na levém břehu Tibery mezi Ponte Garibaldi a Ponte Mazzini.

## Historie
Jméno Regola je odvozeno z latinského slova Renula, které znamená jemný písek, kterým zde byly pokryty břehy Tibery. Ve středověku se území nazývalo Regio Arenule et Chacabariorum. Výraz Arenule znamená totéž co Renula a dnes toto jméno nese jedna z ulic čtvrti Via Arenula. Chacabariorum připomíná kovárny na měď, které zde stály vedle dalších řemeslných dílen. Znakem rione je vzpřímený jelen.

## Stavby
- Palazzo Farnese
- Monte di Pietà
- Palazzo Cenci
- Palazzo Ricci
- Palazzo Falconieri
- Palazzo Spada

Kostely

- Sant'Eligio degli Orefici
- Santa Maria in Monticelli
- Ss. Trinità dei Pellegrini
- San Salvatore in Onda
- S. Filippo Neri
- Spirito Santo dei Napoletani

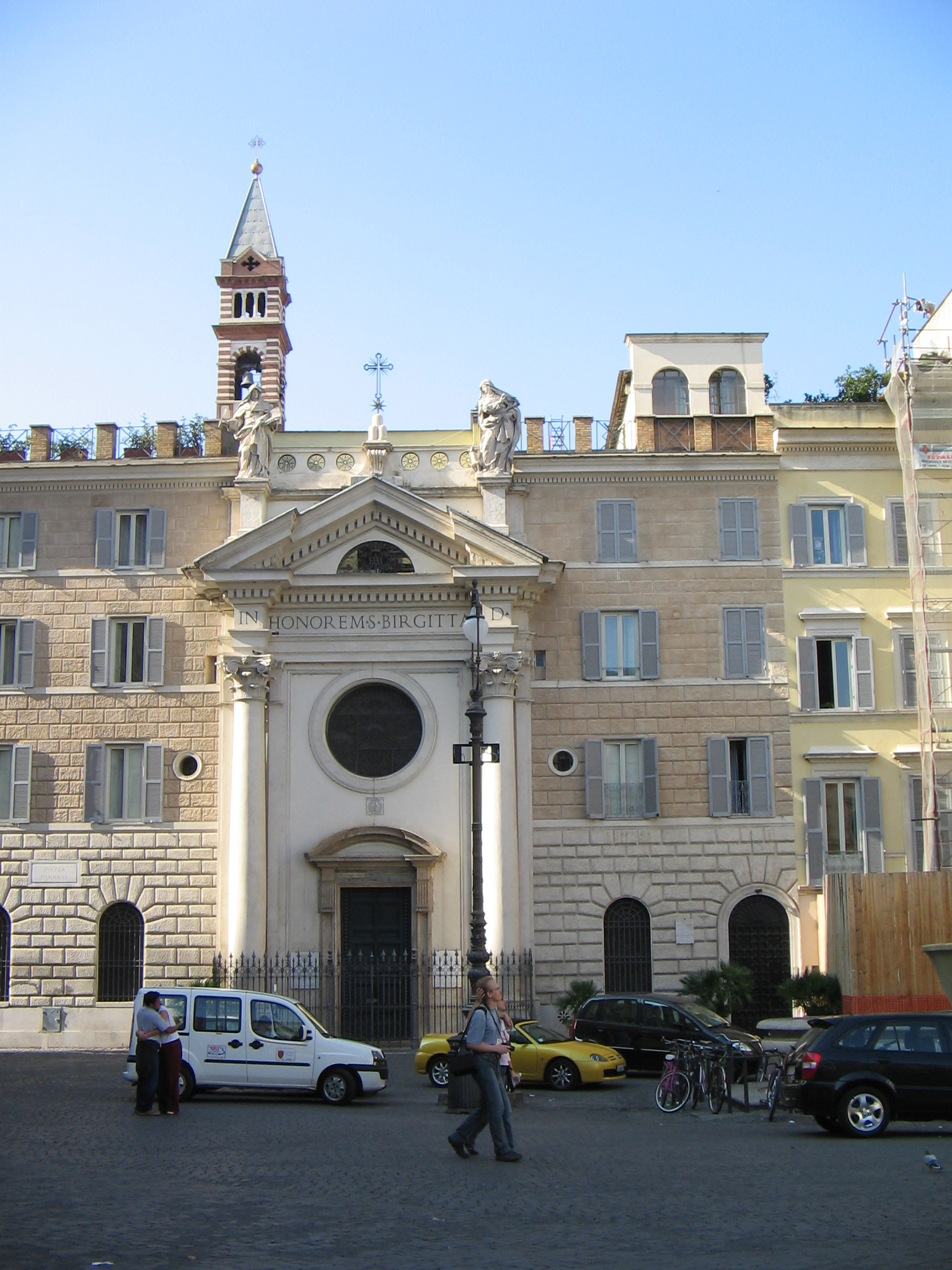
Santa Brigida

- S. Caterina da Siena in via Giulia
- S. Maria dell’Orazione e Morte
- SS. Giovanni Evangelista e Petronio
- S. Paolo alla Regola
- S. Tommaso ai Cenci
- S. Maria del Pianto
- S. Salvatore in Campo
- S. Maria della Quercia
- S. Brigida
- kostel svatého Jeronýma od Křesťanské lásky
- S. Caterina della Rota
- S. Tommaso di Canterbury
- S. Maria in Monserrato
- S. Lucia del Gonfalone